# Orimarga (Orimarga) gymnoneura
Orimarga (Orimarga) gymnoneura is een tweevleugelige uit de familie steltmuggen (Limoniidae). De soort komt voor in het Oriëntaals gebied.